# Newark (New Jersey)
Newark [ˈnuːəɹk] ist die größte Stadt des US-Bundesstaates New Jersey. Das U.S. Census Bureau hat bei der Volkszählung 2020 eine Einwohnerzahl von 311.549 ermittelt.
Newark ist County Seat (Verwaltungssitz) von Essex County und eine Principal City der New York–Newark–Jersey City, NY–NJ–PA Metropolitan Statistical Area, die wiederum Teil der New York Metropolitan Area ist. Die Stadt wurde 1666 von Auswanderern aus dem englischen Newark gegründet, ihr Spitzname ist „The Brick City“ (die Backstein-Stadt).

## Geografie
Newark liegt im Nordosten des Staates New Jersey am Atlantik an der Mündung des Passaic River mit einem großen Hafen. Die Stadt liegt 16 km westlich von New York und etwa 25 km südlich von Paterson, New Jersey. Sie hat eine Fläche von 67,2 km², davon sind 61,6 km² Landfläche und 5,6 km² (8,36 %) Wasserfläche.

## Geschichte

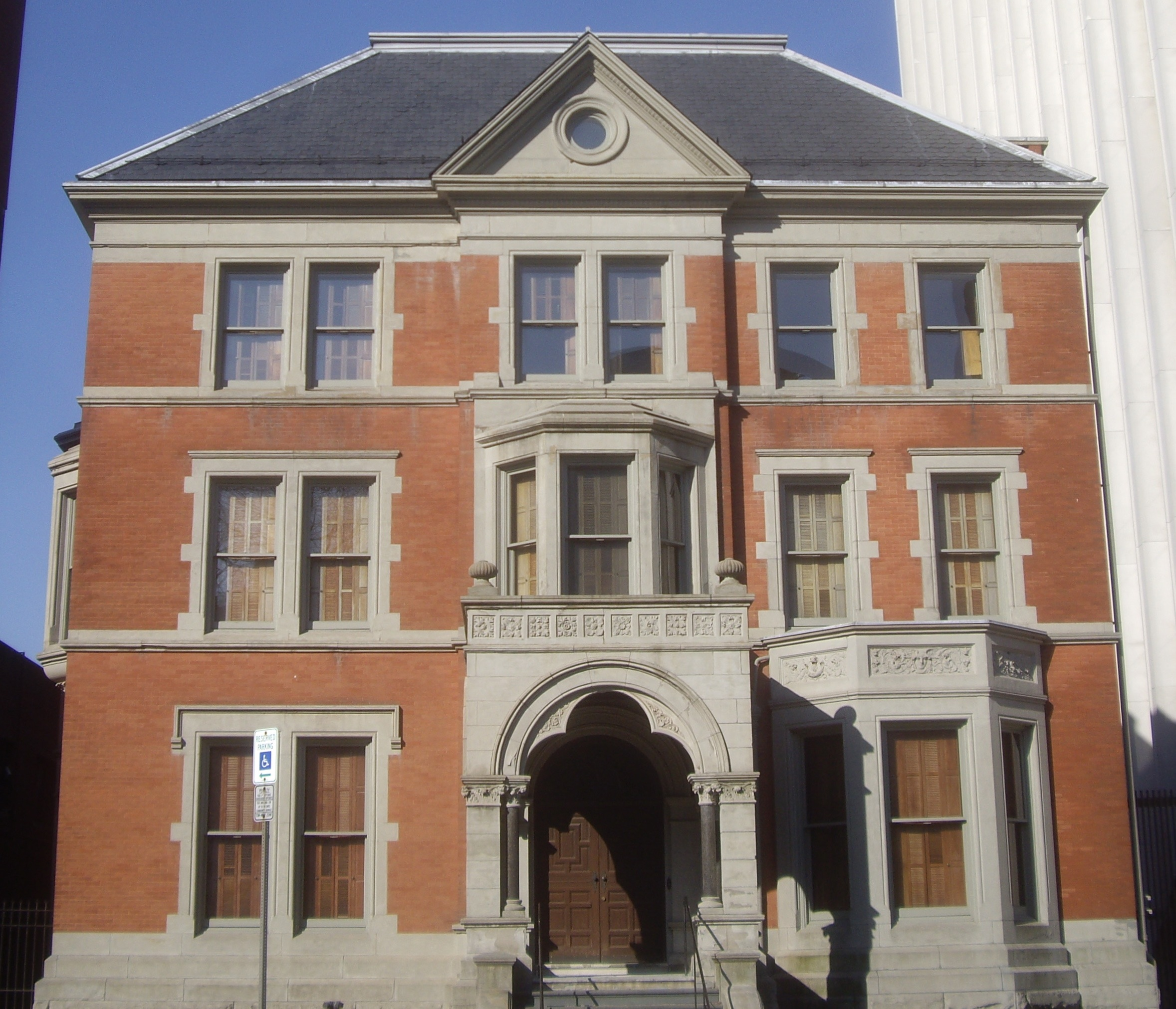
John Ballantine House (2008)

In Newark sind insgesamt 78 Bauwerke und Stätten im National Register of Historic Places eingetragen (Stand 15. Februar 2020). Drei Objekte davon haben den Status eines National Historic Landmarks: das John Ballantine House, die Newark Earthworks und die Grace Church.

## Demographie
Newark war und ist eine ethnisch stark gemischte Stadt. Im Zentrum siedelten sich im 19. Jahrhundert viele Deutsche an, gefolgt von osteuropäischen Juden und in der zweiten Hälfte des 20. Jahrhunderts von Afroamerikanern.
Nach der Statistik von 2000 hat die Stadt 273.546 Einwohner, 91.382 Haushalte und 61.956 Familien. Die Bevölkerungsdichte beträgt 4.400 EW/km²; Newark nimmt dabei einen der vorderen Plätze unter allen Städten in den USA ein. Von der Bevölkerung sind 26,52 % Weiße, 53,46 % Afroamerikaner, 0,37 % amerikanische Ureinwohner, 1,19 % Asiaten, 0,05 % pazifische Insulaner, 14,05 % anderer Herkunft und 4,63 % Mischlinge. 29,47 % sind Lateinamerikaner unterschiedlicher Abstammung.
Von den 91.382 Haushalten haben 35,2 % Kinder unter 18 Jahren. 31,0 % davon bestehen aus verheirateten, zusammenlebenden Paaren, 29,3 % sind alleinerziehende Mütter, 32,2 % sind keine Familien. 26,6 % aller Haushalte bestehen aus Singles, 8,8 % sind alleinlebende Menschen über 65. Die Durchschnittsgröße der Haushalte beträgt 2,85. Die Durchschnittsfamilie hat 3,43 Personen.
27,9 % der Einwohner sind unter 18, 12,1 % zwischen 18 und 24, 32,0 % zwischen 25 und 44, 18,7 % zwischen 45 und 64, 9,3 % über 65. Das Durchschnittsalter beträgt 31 Jahre. Das Verhältnis zwischen Frauen und Männern beträgt 100:94,2. Für die Altersgruppe über 18 beträgt das Verhältnis 100:91,1.
Das durchschnittliche Jahreseinkommen eines Haushaltes beträgt 26.913 $. Das Durchschnittseinkommen einer Familie liegt bei 30.781 $. Männer haben ein Durchschnittseinkommen von 29.748 $, Frauen 25.734 $. Das Pro-Kopf-Einkommen der Stadt beträgt 13.009 $. 28,4 % der Bevölkerung und 25,5 % der Familien leben unterhalb der Armutsgrenze. Von diesen Menschen sind 36,6 % unter 18 Jahren und 24,1 % über 65 Jahren.
Zwischen den Jahren 1950 und 2000 ging die Einwohnerzahl von Newark um mehr als ein Drittel zurück; vor allem Angehörige der Mittelschicht verließen die Stadt. Etwa seit der Jahrtausendwende ist eine Abschwächung und teilweise Umkehr dieser Trends festzustellen.

## Einwohnerentwicklung
| Jahr       | 1980    | 1990    | 2000    | 2010    | 2020    |
| ---------- | ------- | ------- | ------- | ------- | ------- |
| Einwohner¹ | 329.248 | 275.221 | 272.499 | 277.149 | 311.549 |

¹ 1980–2020: Volkszählungsergebnisse

## Religion
Newark ist Sitz des römisch-katholischen Erzbistums Newark. Hauptkirche des Erzbistums ist die Kathedrale Sacred Heart (Herz Jesu).

## Verkehr
- U-Bahn: Seit 1908 verkehren U-Bahnen der Port Authority Trans-Hudson nach New York. Die Newark City Subway ist eine ehemalige Straßenbahn, die seit 1935 teilweise unterirdisch verläuft und zu einer Stadtbahn ausgebaut wurde.
- Hafen: An der Mündung des Passaic-Flusses besteht ein großer Containerhafen.
- Flughafen: Newark Liberty International Airport ist ein internationaler Verkehrsflughafen; er war der erste große Flughafen im Gebiet von New York.

## Wirtschaft
Das Versicherungsunternehmen Prudential Financial, der Energieversorger PSEG und die staatliche Verkehrsgesellschaft NJ Transit haben ihren Sitz in Newark.

## Kriminalität
- Von den letzten acht Bürgermeistern, die dem aktuellen Amtsinhaber vorausgingen, wurden fünf wegen Korruptionsstraftaten vor Gericht gestellt und verurteilt.
- Die Mordrate in Newark lag 2009 an 20. Stelle von allen US-Städten; in den 1980er und 1990er Jahren lag sie zeitweise an erster Stelle.

## Bildung
Das New Jersey Institute of Technology, eine Universität in öffentlicher Trägerschaft, hat ihren Sitz in Newark. Die University of Newark wurde 1946 in die Rutgers University eingegliedert und stellt seitdem einen Nebenstandort derselben dar.

## Sport
Newark ist seit Oktober 2007 der Heimatort der Spiele der New Jersey Devils in der National Hockey League (NHL). Spielort ist das Prudential Center, eine Mehrzweckhalle, in der bis zu 19.500 Zuschauer Platz finden.
Von 2010 bis 2012 fanden dort auch die NBA-Basketball-Spiele der New Jersey Nets statt.
Von 1907 bis 1930 befand sich in Newark die damals bedeutendste Radrennbahn der Vereinigten Staaten, auf der 1912 die Bahn-Weltmeisterschaften ausgetragen wurden.

## Klima
|                       | Jan  | Feb  | Mär  | Apr  | Mai   | Jun  | Jul   | Aug  | Sep  | Okt  | Nov  | Dez  |   |         |
| Mittl. Tagesmax. (°C) | 3,2  | 4,7  | 10,4 | 16,6 | 22,4  | 27,9 | 30,6  | 29,7 | 25,3 | 19,3 | 13,0 | 6,1  | ⌀ | 17,5    |
| Mittl. Tagesmin. (°C) | −4,8 | −3,7 | 0,8  | 5,9  | 11,8  | 17,1 | 20,3  | 19,7 | 15,5 | 9,0  | 4,0  | −1,6 | ⌀ | 7,9     |
|                       |      |      |      |      |       |      |       |      |      |      |      |      |   |         |
| Niederschlag (mm)     | 86,1 | 77,2 | 98,3 | 97,5 | 104,9 | 81,8 | 114,3 | 99,3 | 93,0 | 77,5 | 99,3 | 87,6 | Σ | 1.116,8 |
|                       |      |      |      |      |       |      |       |      |      |      |      |      |   |         |
| Regentage (d)         | 8,0  | 7,6  | 8,8  | 8,4  | 9,2   | 8,1  | 7,9   | 7,3  | 6,7  | 6,3  | 8,3  | 8,5  | Σ | 95,1    |

| −4,8 |

| −3,7 |

| 0,8 |

| 5,9 |

| 11,8 |

| 17,1 |

| 20,3 |

| 19,7 |

| 15,5 |

| 9,0 |

| 4,0 |

| −1,6 |

| −4,8 |

| −3,7 |

| 0,8 |

| 5,9 |

| 11,8 |

| 17,1 |

| 20,3 |

| 19,7 |

| 15,5 |

| 9,0 |

| 4,0 |

| −1,6 |

## Städtepartnerschaften
Newark hat folgende Partnerstädte:
| Stadt                | Land                                     |
| -------------------- | ---------------------------------------- |
| Aveiro               | Portugal                                 |
| Banjul               | Gambia                                   |
| Belo Horizonte       | Minas Gerais, Brasilien                  |
| Douala               | Kamerun                                  |
| Freeport             | Bahamas                                  |
| Gəncə                | Aserbaidschan                            |
| Governador Valadares | Minas Gerais, Brasilien                  |
| Kumasi               | Ghana                                    |
| Monrovia             | Liberia                                  |
| Porto Alegre         | Rio Grande do Sul, Brasilien             |
| Reserva              | Paraná, Brasilien                        |
| Rio de Janeiro       | Rio de Janeiro, Brasilien                |
| San Sebastián        | Puerto Rico, Vereinigte Staaten          |
| Seia                 | Portugal                                 |
| Umuaka               | Nigeria                                  |
| Xuzhou               | Jiangsu, Volksrepublik China (seit 1993) |

## Persönlichkeiten

### Persönlichkeiten, die vor Ort gewirkt haben
Berühmte Persönlichkeiten mit Bezug zu der Stadt sind
- Jerome Kern (1885–1945), Komponist; wuchs in Newark auf
- Albert Lewin (1894–1968), Regisseur, Produzent und Drehbuchautor; wuchs in Newark auf
- David Arias Pérez (1929–2019), römisch-katholischer Geistlicher und Weihbischof in Newark
- Cory Booker (* 1969), Politiker; von 2006 bis 2013 Bürgermeister von Newark